# César Aparecido Rodrigues
César Aparecido Rodrigues, (Sâo Paulo, Brasil, 24 de octubre de 1974) más conocido simplemente como César, es un exfutbolista ítalo-brasileño que se desempeñaba como interior izquierdo. Fue internacional con la selección de Brasil en 2001.

## Clubes
| Club                      | País   | Año       |
| ------------------------- | ------ | --------- |
| Juventus                  | Brasil | 1992-1998 |
| São Caetano               | Brasil | 1998-2001 |
| União Barbarense          | Brasil | 1998      |
| Lazio                     | Italia | 2001-2006 |
| → Internazionale (cedido) | Italia | 2006-2008 |
| → Corinthians (cedido)    | Brasil | 2006      |
| → Livorno (cedido)        | Italia | 2007      |
| Bolonia                   | Italia | 2008-2009 |
| A.S. Pescina              | Italia | 2009-2010 |

- Datos: Q708163